# 騎乗依頼仲介者
騎乗依頼仲介者（きじょういらいちゅうかいしゃ）とは、日本の中央競馬において、「調教師から騎手に対する騎乗依頼を仲介する者」として日本中央競馬会（JRA）に届けを提出している者のことである。
ほかのスポーツにおける代理人、エージェントに相当する人物であり、一般には「エージェント」の呼称で呼ばれることが多い。

## 概説
中央競馬において、騎乗依頼の仲介者を導入した先駆けといわれるのは岡部幸雄である。岡部は「レースに集中したい」という理由から、競馬新聞『競馬研究』のトラックマン（記者）であった松沢昭夫に仲介を依頼した。岡部は厩舎に所属せず、特定の厩舎や馬主に拘束されないフリー騎手の先駆けでもあったが、岡部の影響を受けフリーとなる騎手が増加するなか、仲介者を導入する騎手も増えていった。こうした動きをやむなく追認する形で、2006年4月にJRAが導入したのが騎乗依頼仲介者の制度である。一部では「騎手とエージェントとの間でやり取りされる手数料の金額が高額になってきており、これを放置したのでは税務処理上問題がある」という指摘が国税庁からJRAに対してなされたことが追認の背景にあると指摘されている。
騎乗依頼仲介者に対する報酬は、騎手がレースで得る賞金（進上金）の中から支払われるのが一般的であるため、JRAの定義において騎乗依頼仲介者は「騎手側の代理人」として位置づけられている。ただ、最近では一部の調教師が特定の騎乗依頼仲介者に騎手探しを任せるなど「調教師側の代理人」を務める仲介者も現れているともいわれており、ますますその重要性が高まっていると言われる。
なおJRAは、2017年までは騎乗依頼仲介者は競馬関係者の馬券購入を禁止した競馬法29条の規制を受ける厩舎関係者（調教師・厩務員等）には「含まれない」との見解を示していたため、勝馬投票券の購入も可能であったが、2018年1月1日から同制度の見直しを行い、「騎乗依頼仲介者の勝馬投票券購入または譲り受け禁止」「（騎乗依頼仲介者の業務範囲を）騎乗依頼の承諾に係る代理行為へ変更」「国内外問わず馬主登録を受けている者、馬主に雇用されている者及びこれと同視できると認められる者については欠格」と改定された。

## 仲介者を務める人物
仲介者を務める人物としては競馬新聞のトラックマン（記者）、スポーツ新聞の競馬担当記者など、競馬マスコミに関係することで厩舎に出入りし、また騎手とも接点を持っている人物が大半を占めている。
実際には1人の仲介者が複数の騎手の代理を務めていることが多く、ある騎手への騎乗依頼に対しその騎手が都合が悪い場合にその仲介者が代理を務めるほかの騎手を優先的に紹介することもよく行われている。
特に『競馬ブック』の元トラックマンであった小原靖博は、岩田康誠・福永祐一・川田将雅・四位洋文など多くのトップジョッキーの仲介者を務めているため、『競馬最強の法則』（KKベストセラーズ）など一部の競馬雑誌では小原が仲介者を務める騎手グループを指して「小原ライン」なる言葉が生まれるほどとなっていた。2024年時点でも小原は岩田康誠とその実子の岩田望来の他、女性騎手の今村聖奈を担当し、エージェント業を継続している。
また、元お笑い芸人で後に武豊や福永祐一のバレットを務めた吉井慎一のように、競馬と無関係の業種から転身した者もいる。

## 利点と問題点
騎乗依頼仲介者を介することで、騎手は騎乗依頼の処理に追われることがなくなり、また調教師や馬主などとのしがらみにとらわれることなく騎乗する競走馬を選択することができる。それにより「強い馬に腕のいい騎手が乗る」という原則が確立されるようになる。
一方、騎乗依頼仲介者の多くを占める競馬新聞・スポーツ新聞の記者は、みずからが所属する競馬新聞・スポーツ新聞紙上で予想を発表する立場にもあることから、「騎乗依頼を仲介しつつ馬券の予想行為を行うことは本来利益相反する行為であり、公正競馬の確保という観点から問題がある」という批判がある。事実、公正競馬の確保という目的から、現在は現役の騎手・調教師や厩舎関係者が予想行為を行うことが事実上禁止されている。
また厩舎（JRAの場合は美浦トレーニングセンター・栗東トレーニングセンター）は公正確保のために部外者の出入りが厳しく制限されているが、そのような条件下でも取材目的で出入りが許されている競馬記者が取材以外の活動を行うことはマスコミ特権の濫用・逸脱と考える向きもある。
従来、JRAは「1仲介者につき担当できるのは騎手3人まで」との制限を設けていたが、実際には同一の競馬新聞・スポーツ新聞に所属する仲介者同士でグループを組み騎乗馬を融通しあうといった行為が行われていることから、制限が有名無実化していた。このためJRAでは2012年より、1仲介者につき担当できる騎手の数を「騎手3人+減量騎手1人」（ただし地方競馬所属騎手や短期騎手免許で来日している在外日本人騎手や外国人騎手なども人数に含まれる）に緩める代わりに、仲介者同士でグループを組んだり、ローカル開催時に別の仲介者の代理を務めたりする行為を原則として禁止する方針を打ち出し、同年6月1日より実施している。また新聞記者・トラックマンと騎乗依頼仲介者の兼業を禁止することも検討していると報じられている。ただこれらの規制がどの程度実効性を伴うかについては疑問視する関係者も多い。
騎乗依頼仲介者となるにはJRAへの届け出が必要であるが、これまで具体的に誰がどの騎手の騎乗依頼仲介者を務めているかは公表されていなかった。これについても2012年6月の制度改正後は届出を義務化するとともに氏名の公表も開始している。氏名は美浦トレーニングセンターと栗東トレーニングセンターの公正室に掲示されている。
2015年9月からは、JRAホームページにも「騎乗依頼仲介者一覧」が掲載されるようになり、一般ファンにも情報が公開されるようになった。